# Odra (Chorvatsko)
Odra je vesnice v Chorvatsku, asi 12 km jižně od centra Záhřebu (v Novém Záhřebu). Je jedním z odlehlých předměstí Záhřebu, ale zároveň i samostatnou vesnicí. V roce 2011 zde žilo celkem 1 866 obyvatel, s obyvateli těsně sousedících vesnic Hrašće Turopoljsko a Mala Mlaka žije v této aglomeraci celkově 3 704 obyvatel.
Sousedními vesnicemi jsou Buzin, Donja Lomnica, Gornja Lomnica, Gornji Čehi, Hrašće Turopoljsko a Mala Mlaka.